# Рашо Михнев
Рашо Михайлов Михнев е български военен деец, полковник, началник на щаба на 1-ва бригада от 5-а пехотна дунавска дивизия, след което командир на 72-ри пехотен полк по време на Първата световна война (1915 – 1918).

## Биография
Рашо Михнев е роден на 8 септември 1872 година във Великотърновското село Джулюница. Завършва Военното училище в София и на 23 март 1894 е произведен в чин подпоручик. Служи в двадесет и шести пехотен пернишки полк През 1907 година, като командир на 8-а рота от 5-и пехотен дунавски полк капитан Михнев е командирован в Николаевската академия на ГЩ в Санкт Петербург, която завършва през 1910 година.
През Първата световна война (1915 – 1918) майор Михнев е назначен за началник на щаба на 1-ва бригада от 5-а пехотна дунавска дивизия, а по-късно командва новосформираният 72-ри пехотен полк.
На 30 май 1918 година е произведен в чин полковник, от 29 август 1919 поема командването на 12-и пехотен балкански полк, а на 8 ноември 1919 преминава в запаса.

## Военни звания
- Подпоручик (23 март 1894)
- Поручик (2 август 1897)
- Капитан (2 август 1903)
- Майор (18 май 1913)
- Подполковник (30 май 1916)
- Полковник (30 май 1918)